# La Revue de presse
La Revue de presse (anciennement La Revue de presse des Deux Ânes) est une émission de télévision de débat télévisé humoristique française, diffusée depuis le 17 octobre 2007 sur Paris Première.
Créée à l'initiative de Jacques Mailhot, alors directeur du théâtre des Deux Ânes, en collaboration avec la chaine Paris Première en 2007, l'émission est animée par Jérôme de Verdière, et implique plusieurs chroniqueurs et imitateurs.

## Caractéristiques

### Conditions de diffusion
Lancée un mercredi et retransmise en direct, l'émission occupe, dès sa deuxième édition, la première partie de soirée du vendredi, une fois par mois, sur la chaîne câblée. À partir de  septembre 2014, elle est diffusée, dans les mêmes conditions de direct, un lundi sur deux (sauf en juillet-août). La 100e émission est diffusée le 26 septembre 2016 et la 150e émission le 28 janvier 2019.

### Invités
De nombreuses personnalités, souvent issues du monde politique, mais aussi des scientifiques, des romanciers, des artistes de variétés, des historiens, des journalistes et des chefs cuisiniers, sont invitées sur le plateau. Certains invités ont participé à plusieurs émissions, dont, notamment Jean Lassalle, Laurent Gerra (parrain de l'émission), Rama Yade, les frères Bogdanoff, Roselyne Bachelot, Claude Allègre, Jack Lang, Frédéric Mitterrand, Christine Boutin, Dominique Besnehard et Jacques Séguéla.

### Audiences
La Revue de presse réalise les meilleures audiences de Paris Première :

- le 8 novembre 2019, dans des conditions habituelles de diffusion sur une chaîne basée sur un abonnement et selon le site spécialisée Médiamétrie, l'émission a bénéficié d'une audience de 230 000 téléspectateurs en moyenne avec un pic à 290 000 téléspectateurs[5].

- à l'occasion de la 150e émission, exceptionnellement diffusée en clair sur la chaîne du câble appartenant au groupe M6, celle-ci a rassemblé 446 000 téléspectateurs, selon le même site Médiamétrie, soit 2,1 % du public de quatre ans et plus, avec un pic dépassant les 500 000 téléspectateurs[6]. C’est le quatrième meilleur score de Paris Première depuis la création de l'émission, le record étant détenu par un match de football en Coupe de l’UEFA qui a bénéficié de 500 000 téléspectateurs en moyenne[7] .

## Principaux intervenants de l'émission
Depuis sa création en 2007, l'émission a connu de nombreux animateurs et chroniqueurs :
actuellement :
- Jérôme de Verdière, journaliste, animateur de télévision et de radio, écrivain : présente l'émission, interviewe les invités, commente l'actualité ;
- Jacques Mailhot, chansonnier, animateur de radio, journaliste : commente l'actualité ;
- Bernard Mabille, humoriste, chroniqueur, parolier : commente l'actualité ;
- Régis Mailhot, humoriste, chroniqueur : commente l'actualité ;
- Stéphane Rose, journaliste, écrivain, humoriste : lit et répond au courrier de faux téléspectateurs caricaturaux (nommés Kimberley, Fatou de Chatou, Fuck-the-System, etc.) ;
- Philippe Chevallier, humoriste, acteur : brosse le portrait de l'un des invités, commente l'actualité ;
- Michel Guidoni, humoriste, imitateur, chansonnier : imite des personnalités (politiques et autres) (Nicolas Sarkozy, François Hollande, Manuel Valls, Alain Juppé, Jean-Luc Mélenchon, Jacques Chirac, Franck Ribéry, Arnaud Montebourg, Jean-Vincent Placé, Jean-Marie Le Pen, Donald Trump, François Fillon, etc.) ;
- Florence Brunold, comédienne, humoriste, chansonnière : imite des personnalités (politiques et autres) (Ségolène Royal, Angela Merkel, Élisabeth II, Roselyne Bachelot, Bernadette Chirac, Martine Aubry, Nadine Morano, Hillary Clinton, Anne Hidalgo, etc.) ;
- Karine Dubernet, comédienne, humoriste : présente plusieurs sketchs à compter de mai 2021[9] ;
- Cécile Giroud, humoriste, comédienne, improvisatrice, chanteuse, pianiste : présente, avec Yann Stotz, une enquête farfelue sur l'actualité ;
- Yann Stotz, comédien, humoriste, chanteur, metteur en scène : présente, avec Cécile Giroud, une enquête farfelue sur l'actualité ;

et, précédemment :
- Jean Amadou, journaliste, humoriste, écrivain (épisodiquement, jusqu'en juin 2010) : commente l'actualité ;
- Tanguy Pastureau, humoriste, chroniqueur : brosse le portrait de l'un des invités ;
- Didier Porte, journaliste, chroniqueur, humoriste : « avocat du diable » gauchiste  de l'émission, brosse le portrait de l'un des invités et commente l'actualité ;
- Élodie Poux, humoriste : commente l'actualité sous la forme d'un billet d'humeur ;
- Thierry Rocher, dramaturge, comédien, chroniqueur, chansonnier : « spécialiste en tout et surtout en n'importe quoi », parle d'un sujet d'actualité pseudo-sérieux, en citant un philosophe chinois fictif nommé Qi Shi Tsu et en présentant des tableaux sans queue ni tête sur un paper-board pour illustrer ses propos ;
- Walter, humoriste : tient une page d'humour.

En coulisses, un dessinateur caricature les invités, les intervenants ou l'actualité durant toute l'émission :
- Olivier Ranson ;
- Alex ;
- Frédéric Deligne ;
- Thibaut Soulcié.

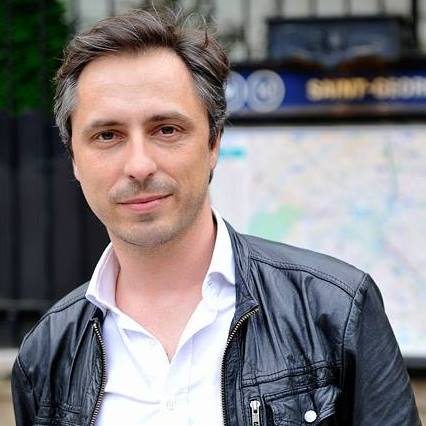
Jérôme de Verdière
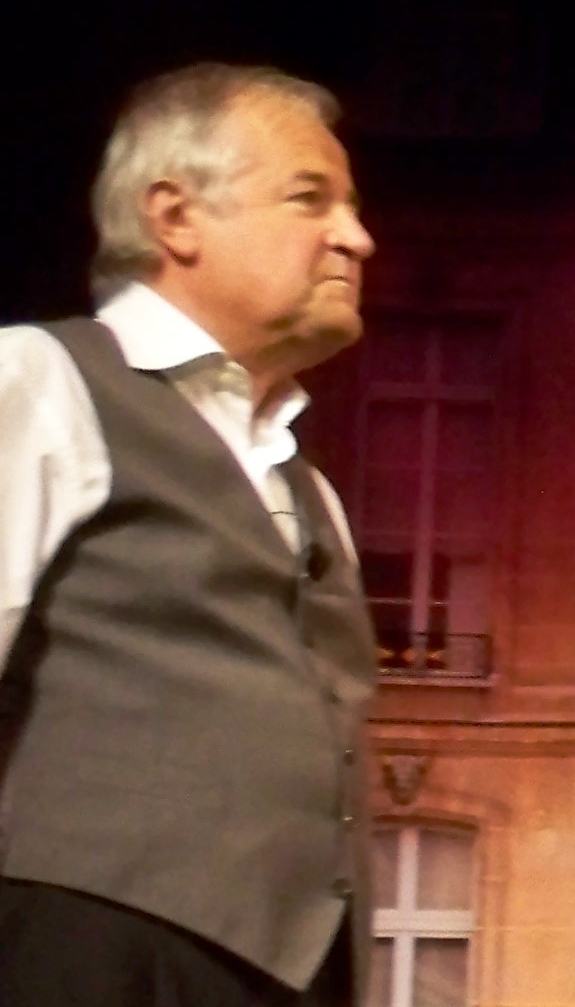
Jacques Mailhot
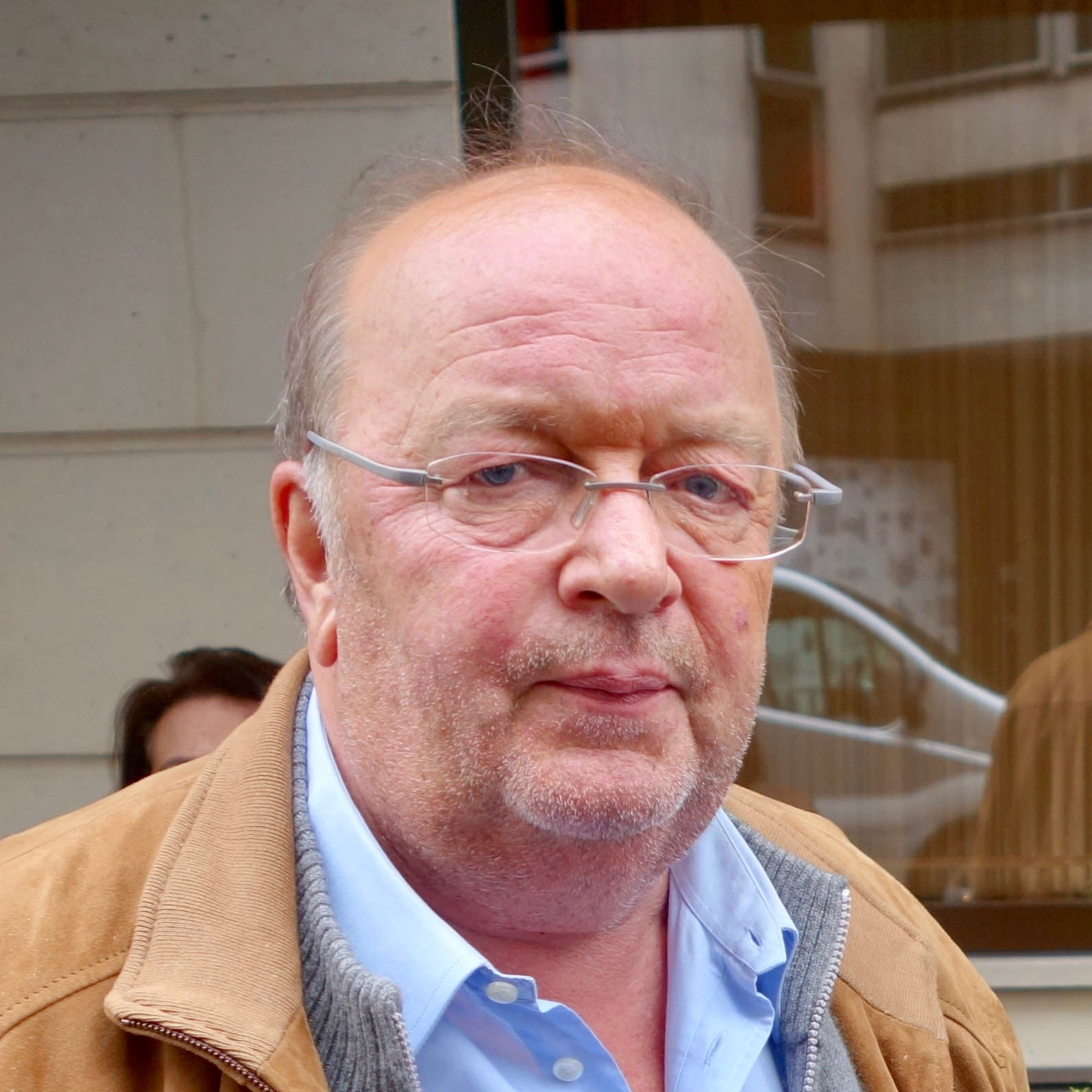
Bernard Mabille
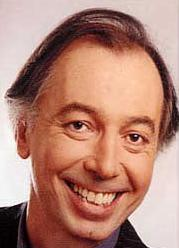
Philippe Chevallier
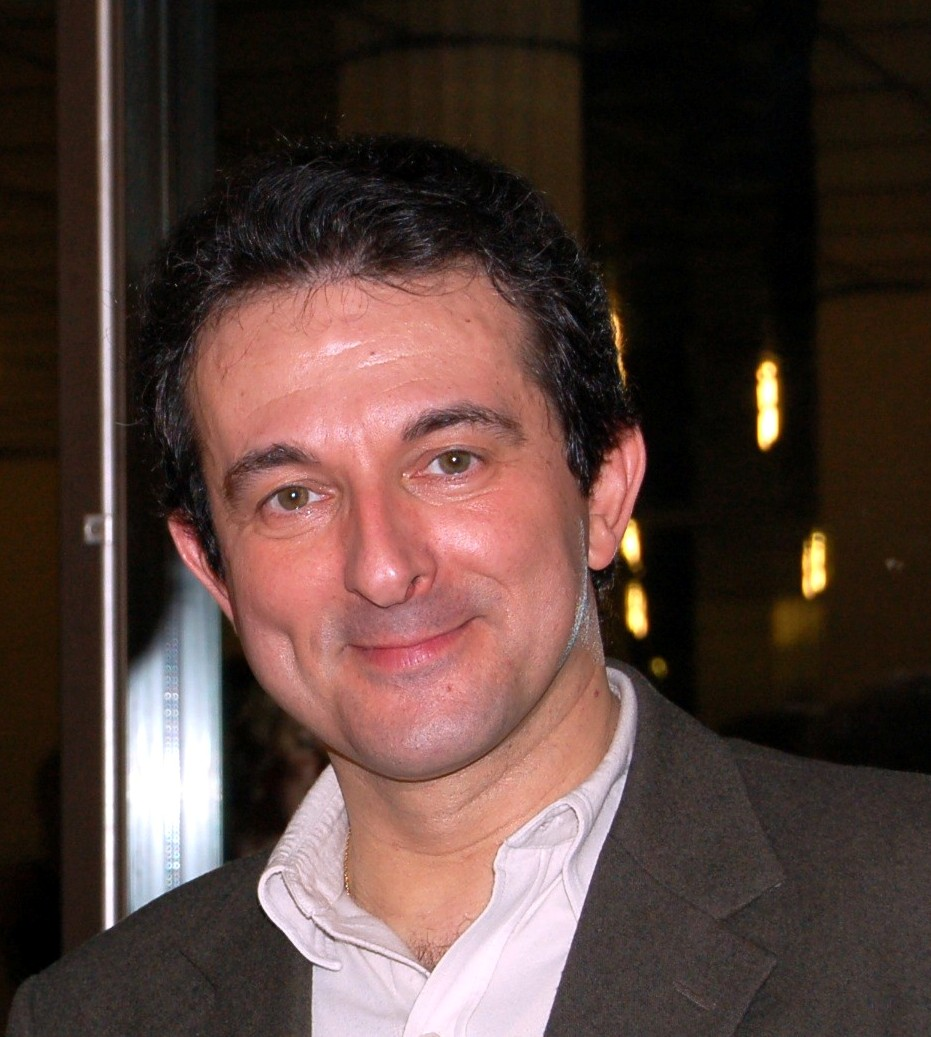
Michel Guidoni
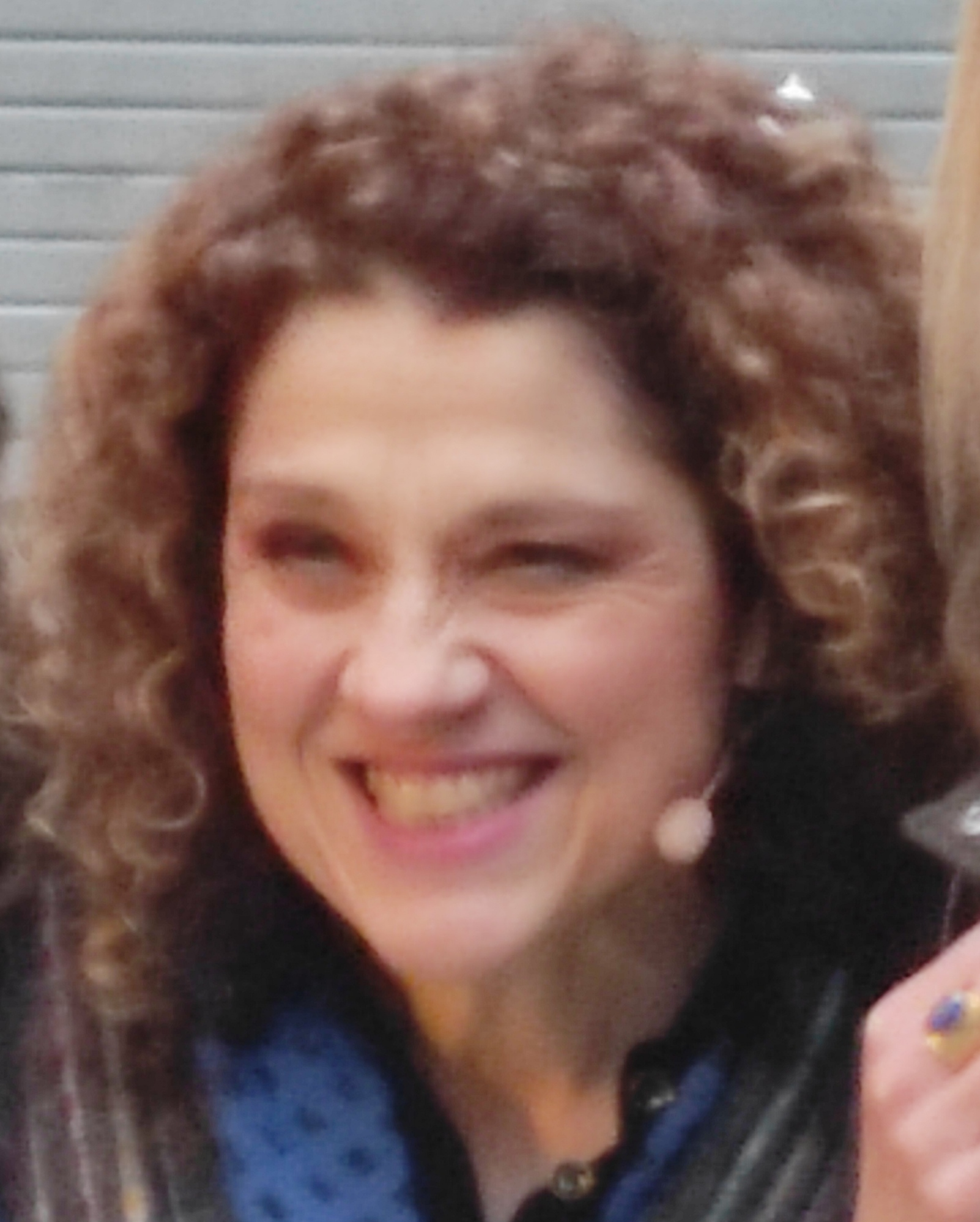
Karine Dubernet
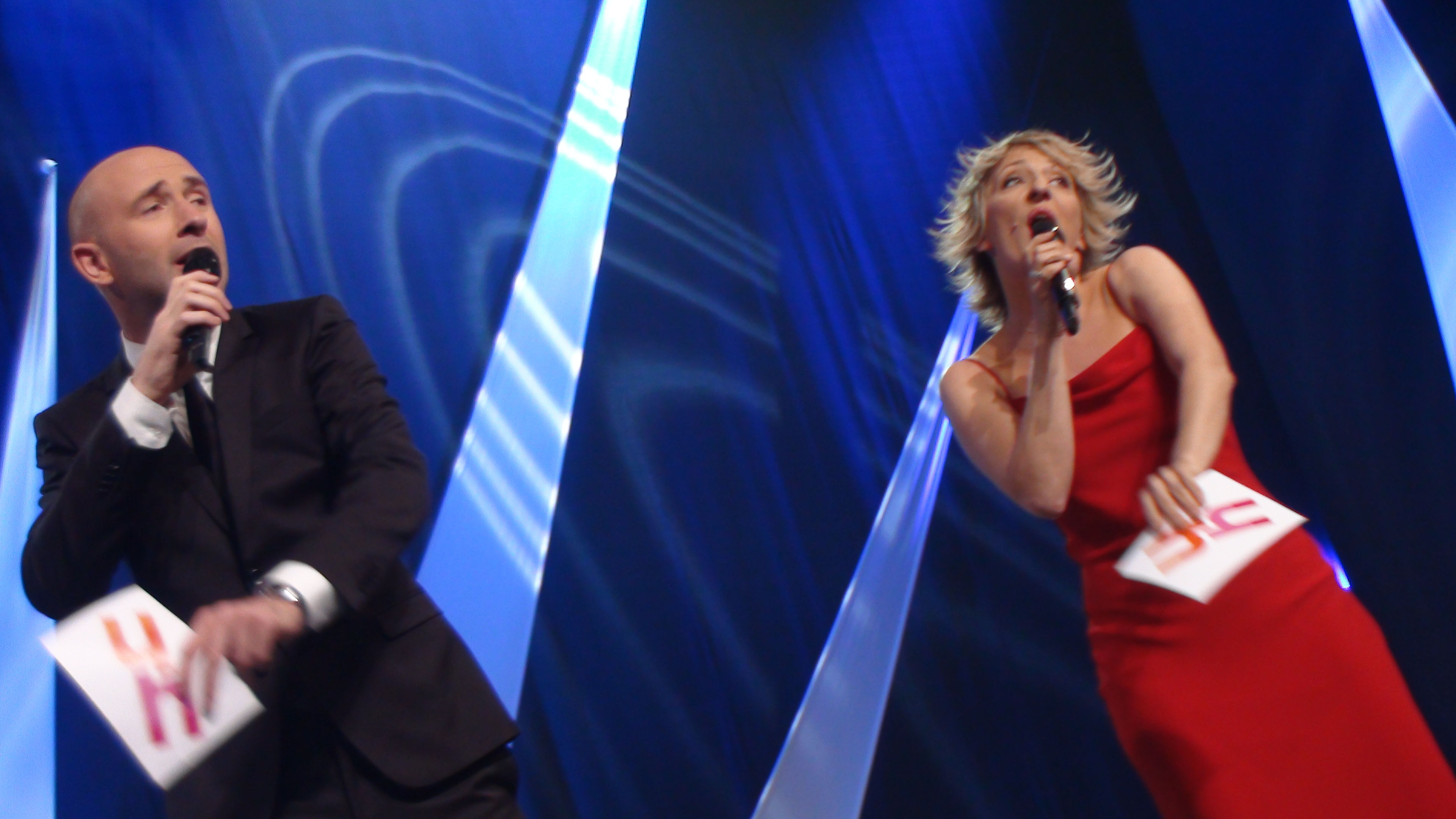
Cécile Giroud et Yann Stotz
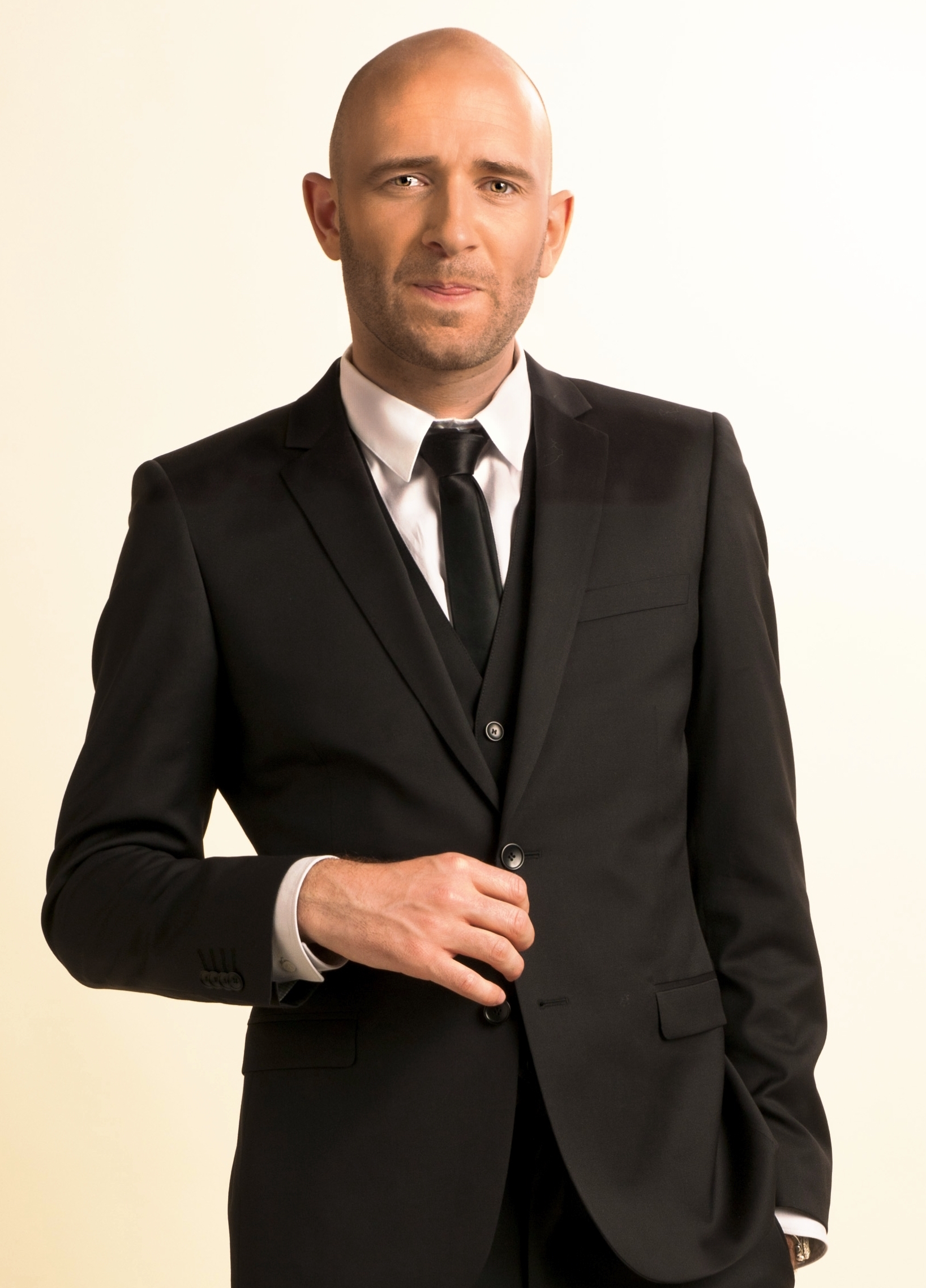
Yann Stotz
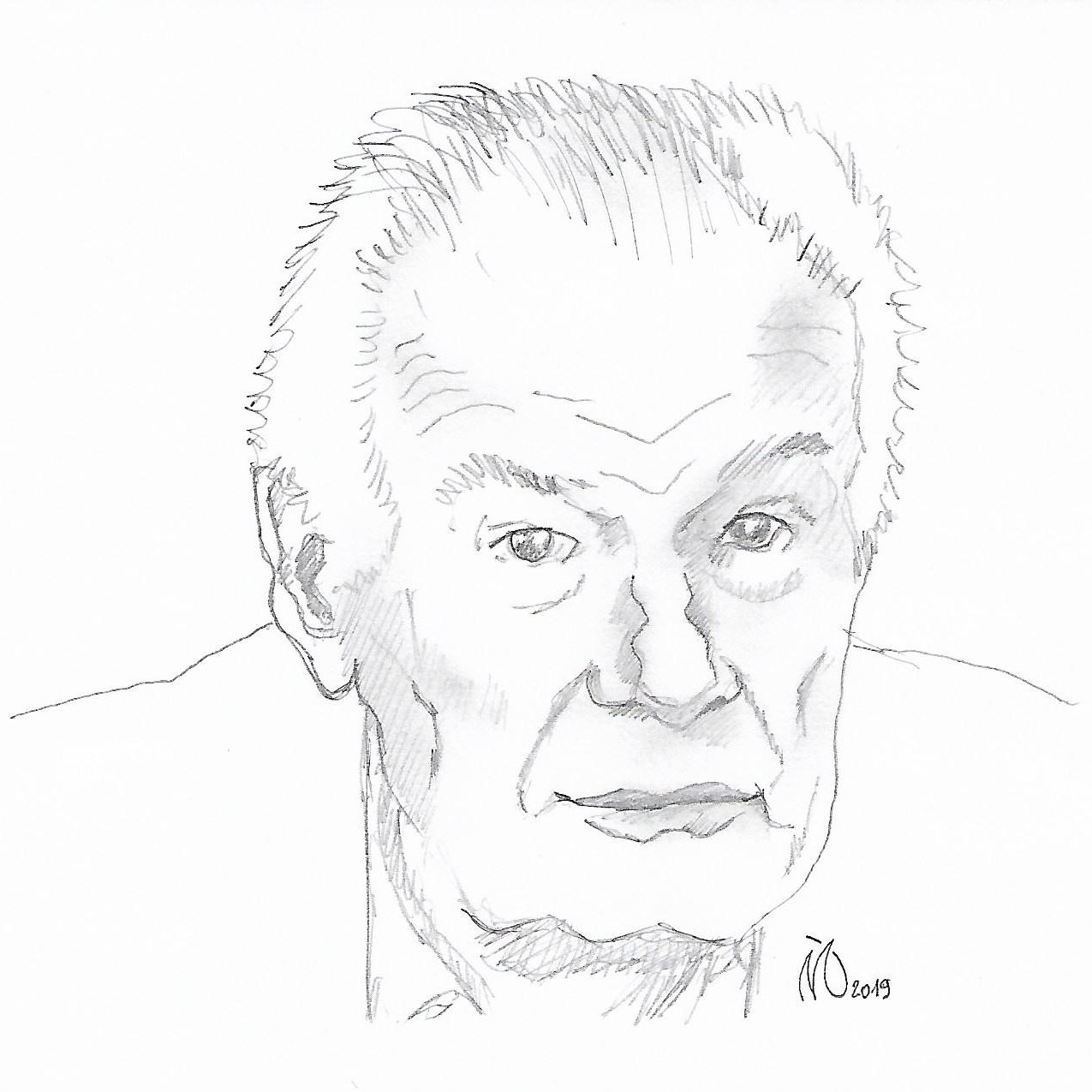
Jean Amadou
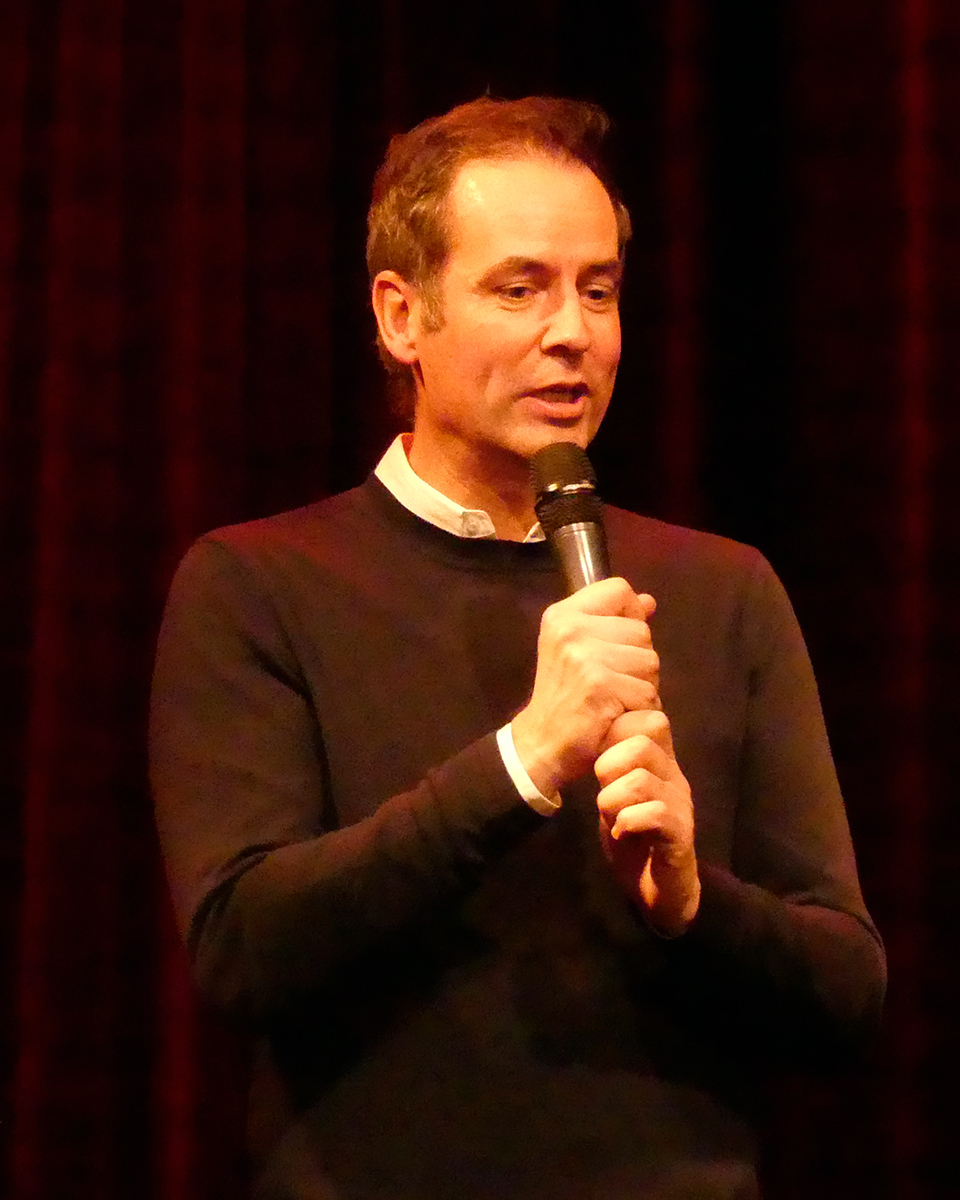
Tanguy Pastureau
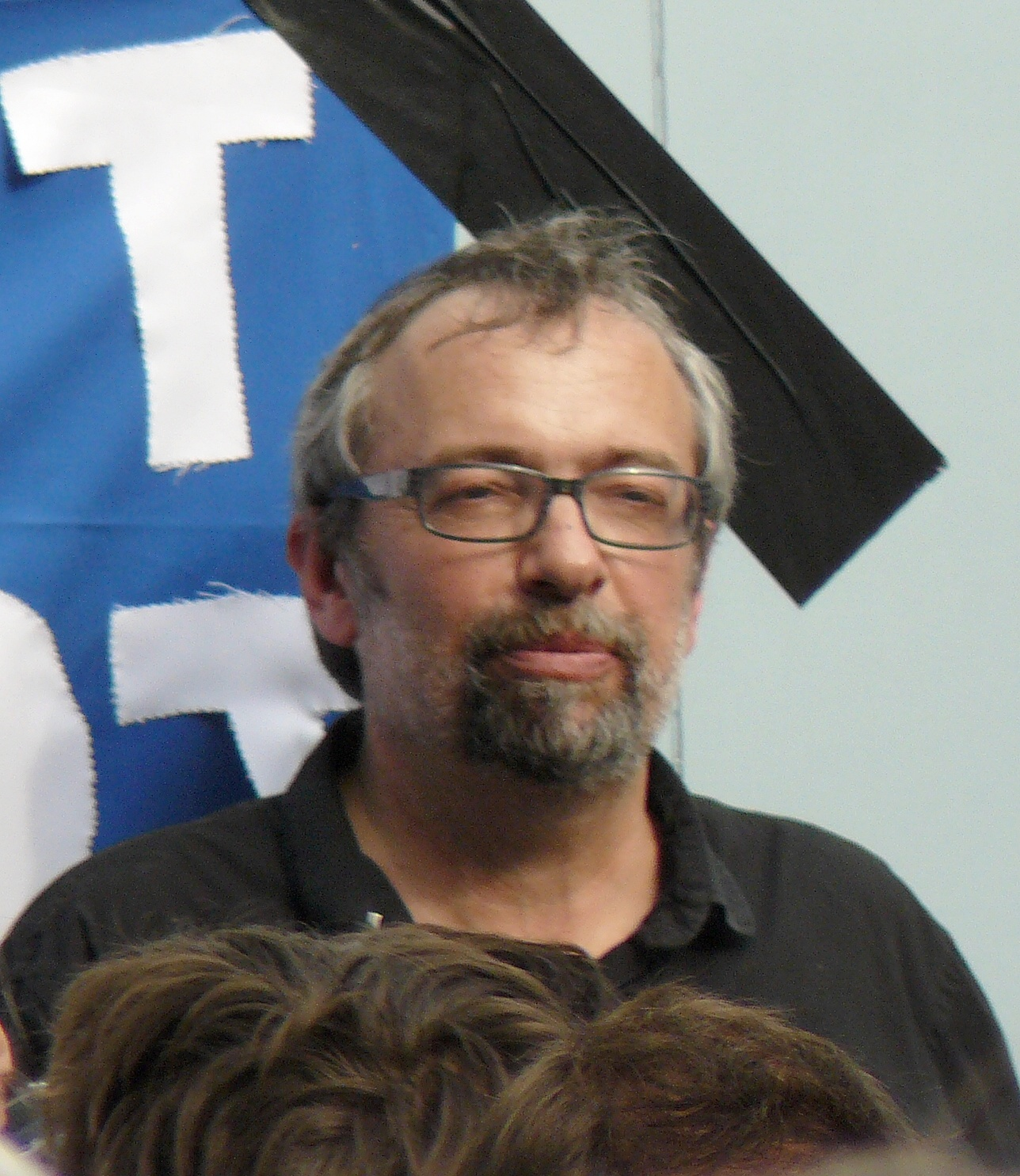
Didier Porte
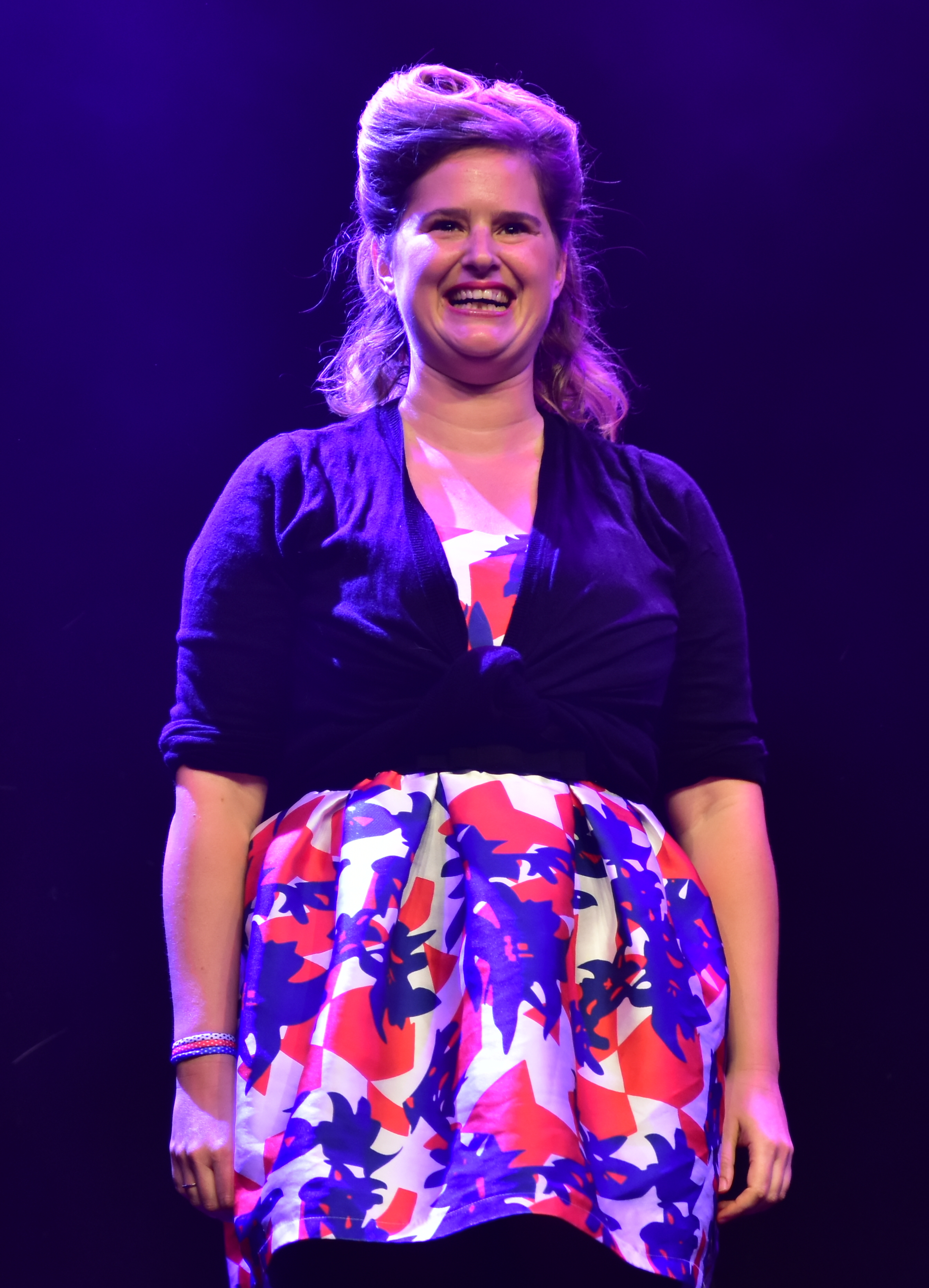
Élodie Poux
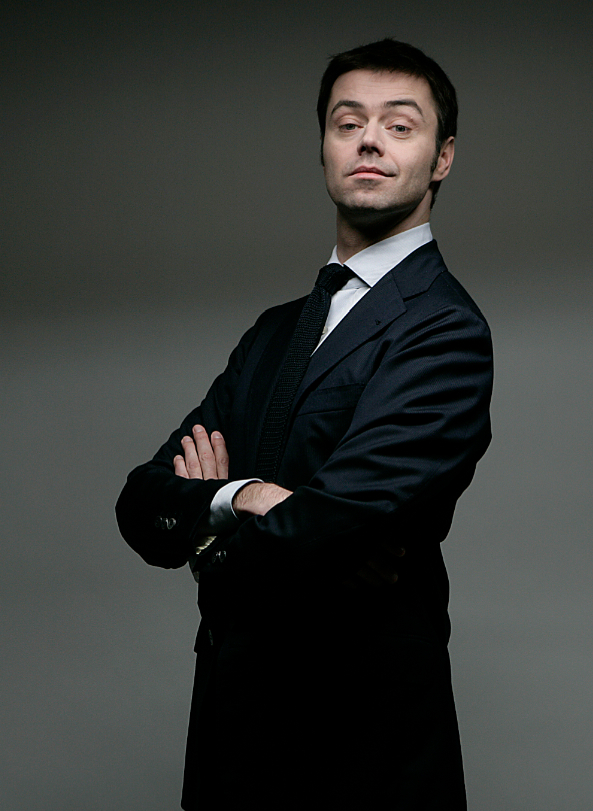
Walter
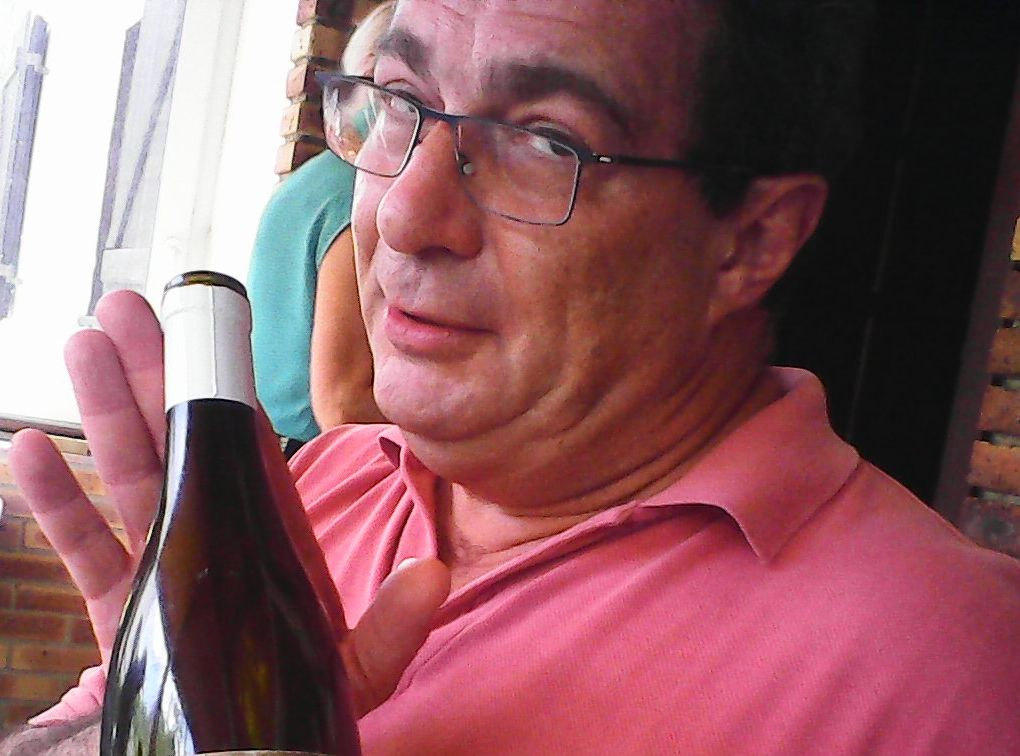
Olivier Ranson
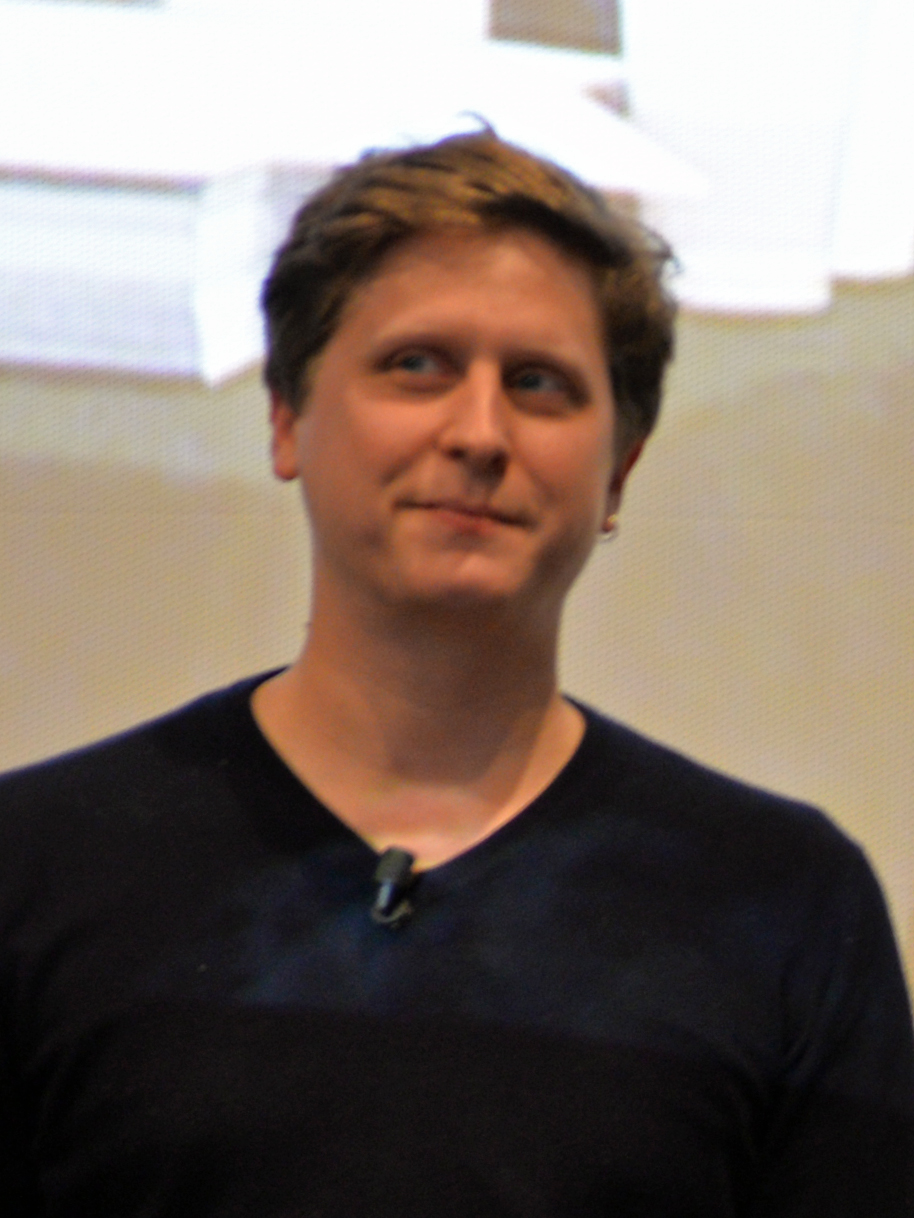
Thibaut Soulcié

## Lieux de tournage

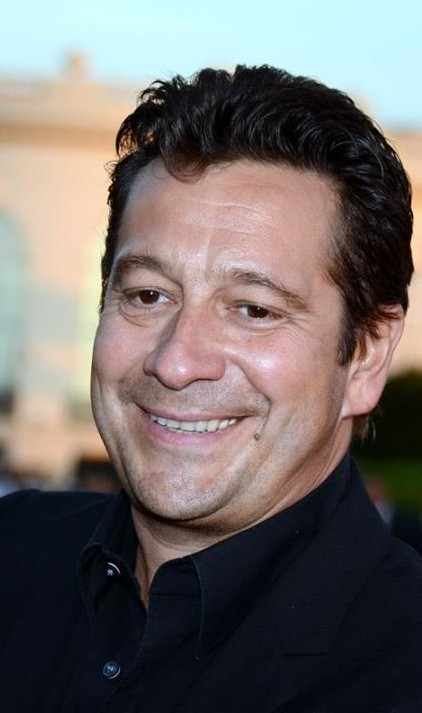
L'humoriste Laurent Gerra invite, chaque année l'émission et ses protagonistes dans l'auditorium portant son nom, situé à Lanslebourg-Mont-Cenis (Val-Cenis).

### Paris
Dès le début présentée en direct, les deux premières saisons se déroulent au théâtre des Deux Ânes. Le plateau s'installe ensuite à l'occasion de sa troisième saison au théâtre Marigny dans un premier temps, puis au théâtre Michel.
En 2019, l'émission, ouverte au public, est diffusée depuis le théâtre Le Grand Point-Virgule, salle située à proximité de la gare Montparnasse,.

### Province
Chaque année, depuis 2011, une de ces émissions est retransmise en direct et en public depuis l'auditorium de l'ancienne commune de Lanslebourg-Mont-Cenis (commune nouvelle de Val-Cenis depuis 2017), située en Haute-Maurienne, dans le département de la Savoie.
C'est à l'occasion d'un festival d'humour (dénommé « C’est l’printemps à Val Cenis ») se déroulant à la fin du mois de mars, créé la même année et présidé par l'humoriste Laurent Gerra que les différents chroniqueurs et participants à l'émission se déplacent dans cette salle la salle de spectacle qui porte le nom du célèbre imitateur,. La 9e édition du festival se déroule du 21 au 25 mars 2020, l'émission étant retransmise dans la soirée du 23 mars.